# Opaleniska
Opaleniska (dawn. Opalenisko) – wieś w Polsce położona w województwie podkarpackim, w powiecie leżajskim, w gminie Grodzisko Dolne.
W latach 1975–1998 miejscowość administracyjnie należała do województwa rzeszowskiego.

## Części wsi
| SIMC    | Nazwa     | Rodzaj    |
| ------- | --------- | --------- |
| 0650809 | Górka     | część wsi |
| 0650815 | Majdany   | część wsi |
| 0650821 | Pod Wałem | część wsi |

Nazwę zawdzięcza najazdom tatarskim pozostawiającym po sobie zgliszcza.
We wsi funkcjonuje Szkoła Podstawowa im. gen. bryg.  Witolda Sawickiego